# Рукометна репрезентација Јужне Кореје
Рукометна репрезентација Јужне Кореје је рукометни тим који представља Јужну Кореју на међународним такмичењима и под контролом је Рукометног савеза Јужне Кореје.

## Учешћа на међународним такмичењима

### Олимпијске игре
| Година | Пласман               | Фаза                  | ИГ                    | П                     | Н                     | И                     |
| ------ | --------------------- | --------------------- | --------------------- | --------------------- | --------------------- | --------------------- |
| 1984.  | 11. место             | Групна фаза           | 6                     | 1                     | 1                     | 4                     |
| 1988.  | 2. место              | Финале                | 6                     | 4                     | 0                     | 2                     |
| 1992.  | 6. место              | Четвртфинале          | 6                     | 3                     | 0                     | 3                     |
| 1996.  | Није се квалификовала | Није се квалификовала | Није се квалификовала | Није се квалификовала | Није се квалификовала | Није се квалификовала |
| 2000.  | 9. место              | Групна фаза           | 6                     | 2                     | 1                     | 3                     |
| 2004.  | 8. место              | Четвртфинале          | 8                     | 2                     | 0                     | 6                     |
| 2008.  | 8. место              | Четвртфинале          | 8                     | 3                     | 0                     | 5                     |
| 2012.  | 11. место             | Групна фаза           | 5                     | 0                     | 0                     | 5                     |
| 2016.  | Није се квалификовала | Није се квалификовала | Није се квалификовала | Није се квалификовала | Није се квалификовала | Није се квалификовала |
| 2020.  | Није се квалификовала | Није се квалификовала | Није се квалификовала | Није се квалификовала | Није се квалификовала | Није се квалификовала |
| 2024.  | Није се квалификовала | Није се квалификовала | Није се квалификовала | Није се квалификовала | Није се квалификовала | Није се квалификовала |

### Светска првенства
- 1938—1982 — Није учествовала
- 1986 — 12. место
- 1990 — 12. место
- 1993 — 15. место
- 1995 — 12. место
- 1997 — 8. место
- 1999 — 14. место
- 2001 — 12. место
- 2003 — Није се квалификовала
- 2005 — Није се квалификовала
- 2007 — 15. место
- 2009 — 12. место
- 2011 — 13. место
- 2013 — 21. место
- 2015 — Није се квалификовала
- 2017 — Није се квалификовала
- 2019 — 22. место
- 2021 — 31. место
- 2023 — 28. место

### Азијска првенства
- 1977 —  2. место
- 1979 — Није учествовала
- 1983 —  Првак
- 1987 —  Првак
- 1989 —  Првак
- 1991 —  Првак
- 1993 —  Првак
- 1995 —  2. место
- 2000 —  Првак
- 2002 — 4. место
- 2004 — Није учествовала
- 2006 —  2. место
- 2008 —  Првак
- 2010 —  Првак
- 2012 —  Првак
- 2014 — 5. место
- 2016 — 6. место
- 2018 —  3. место
- 2020 —  2. место
- 2022 — 5. место
- 2024 — 5. место

### Азијске игре
- 1982 —  3. место
- 1986 —  1. место
- 1990 —  1. место
- 1994 —  1. место
- 1998 —  1. место
- 2002 —  1. место
- 2006 — 4. место
- 2010 —  1. место
- 2014 —  2. место
- 2018 —  3. место
- 2022 — 5. место

## Тренутни састав
- Састав на СП 2011.

| Бр | Име           | Попзиција | Дат. рођ. | Клуб                    | Утак./Гол |
| -- | ------------- | --------- | --------- | ----------------------- | --------- |
| 1  | Ли Чанг-Ву    | голман    | 12.05.83. | РК Коријан Арми         | 24/0      |
| 2  | Јонг Ји-Кјонг |           | 28.02.85. | РК Дусан Берс           | 39/63     |
| 3  | Сим Јае-Бок   |           | 27.11.87. | РК ИУДЦ                 | 17/18     |
| 6  | Еом Хјо-Вон   |           | 12.12.86. | РК ИУДЦ                 | 3/4       |
| 7  | Јунг Су-Јонг  |           | 17.10.85. | РК Короса               | 37/71     |
| 8  | Парк Јунг-Геу |           | 02.11.83. | РК Дусан Берс           | 42/68     |
| 9  | Ким Ван-Сунг  |           | 02.03.83. | РК ИУДЦ                 | 9/10      |
| 10 | Парк Чан-Јонг |           | 01.01.80. | РК ИУДЦ                 | 13/8      |
| 11 | Лим Дук-Јун   |           | 30.08.80. | РК Дусан Берс           | 8/5       |
| 12 | Парк Чан-Јонг | голман    | 26.01.83. | РК Дусан Берс           | 30/0      |
| 13 | Ли Јае-Ву     |           | 28.09.79. | РК Дусан Берс           | 122/126   |
| 14 | Ох Јун-Сук    |           | 01.03.84. | РК Дусан Берс           | 47/38     |
| 16 | Ли Донг-Мјунг | голман    | 15.04.83. | РК Дусан Берс           | 13/0      |
| 17 | Ју Донг-Ген   |           | 03.09.85. | РК ИУДЦ                 | 16/29     |
| 20 | Јун Ци-Јоел   |           | 05.05.84. | РК Чунгнам              | 13/22     |
| 21 | На Сеунг-До   |           | 27.01.90. | РК Вонкванг Универзитет | 2/5       |

Селектор: Чо Јунг-Шин 